# Zalamea de la Serena
Zalamea de la Serena là một đô thị trong tỉnh Badajoz, Extremadura, Tây Ban Nha. Dân số 4.431 người và diện tích là 245.7 km².